# Погулево
Погулево или Пагулево (на македонска литературна норма: Погулево) е село в източната част на Северна Македония, община Радовиш.

## География
Селото се намира в планината Смърдеш, югозападно от общинския център Радовиш.

## История
В XIX век Погулево е село в Радовишка кааза на Османската империя. Според статистиката на Васил Кънчов („Македония. Етнография и статистика“) от 1900 година Пагулево има 75 жители българи християни.
В началото на XX век християнското население на селото е под върховенството на Българската екзархия. По данни на секретаря на екзархията Димитър Мишев („La Macédoine et sa Population Chrétienne“) през 1905 година в Пагулево (Pagoulevo) има 72 българи екзархисти.
При избухването на Балканската война в 1912 година един човек от Погулево е доброволец в Македоно-одринското опълчение. След Междусъюзническата война в 1913 година селото остава в Сърбия.
В 1940 година започва изграждането на църквата „Възснесение Христово“.

## Личности
Родени в Погулево
- Илия Поголевски, деец на ВМРО[5]
- Петър Коцев (1892 – ?), македоно-одрински опълченец, 3 рота на 3 солунска дружина, носител на орден „За храброст“ IV степен[6]